# Saint-Étienne-de-Carlat
Saint-Étienne-de-Carlat település Franciaországban, Cantal megyében. Lakosainak száma 124 fő (2022. január 1.). Saint-Étienne-de-Carlat Badailhac, Carlat, Polminhac, Vézac és Yolet községekkel határos.

## Népesség
A település népessége az elmúlt években az alábbi módon változott:
| Lakosok száma | 145  | 108  | 105  | 119  | 142  | 140  | 132  | 135  | 135  | 124  |
|               | 1968 | 1982 | 1990 | 2006 | 2013 | 2015 | 2017 | 2019 | 2020 | 2022 |